# Elly an de Boer
Elly an de Boer (født 6. januar 1979 i Emmen, Holland) er en tidligere kvindelig hollandsk håndboldspiller som optrådte for Hollands kvindehåndboldlandshold.

## Karriere
I slutningen af 1990'erne var der ikke en egentlig damehåndboldliga i Holland, og de bedste spillere trænede primært på landsholdet. Den danske landsholdstræner Jan Pytlick indledte et samarbejde med sin hollandske kollega Bert Bouwer, og han foreslog, at nogle af de bedste af spillerne skulle spille i Danmark. Derfor ankom i julen 1999 fire talentfulde hollandske landsholdsspillere, heriblandt Feijen, til GOG med økonomisk støttet fra rigmanden Ton van Born. Spillerne blev hurtigt en succes og var blandt andet medvirkende til, at GOG vandt pokalturneringen i 1999-2000.